# Storia dei Buffalo Bills

Il logo dei Buffalo Bills

I Buffalo Bills sono un club di football americano professionistico nato nel 1959 con base a Buffalo. Questa voce approfondisce la storia della franchigia dalla fondazione ad oggi. E sempre ad oggi, essendo essi l'unico club di Football americano della NFL ad aver disputato e perso 4 Superbowls consecutivi quelli delle stagioni 1990/'91, 1991/'92, 1992/'93 e 1993/'94 (usciti sconfitti rispettivamente contro i New York Giants 19-20, gli Washington Redskins 24-37 e le ultime 2 volte contro i Dallas Cowboys, 17-52 e 13-30), restano tra i 12 club a non aver mai vinto il titolo di Campione della NFL.

## Origini

Il vecchio logo dei Bills, utilizzato dal 1962 sino al 1973.

I Bills non furono la prima franchigia professionistica di football di Buffalo, né la prima squadra NFL della regione. Nel 1918 fu fondata una franchigia conosciuta col nome di "Buffalo Niagaras" che adottò in seguito diversi nomi (il più famoso dei quali fu Buffalo All-Americans tra il 1920 e il 1923) dal 1918 al 1929 prima di fallire; la squadra si unì alla National Football League nel 1920 e finì prima alla pari nella classifica della lega nel 1921.
Dopo che Buffalo ospitò due gare della NFL nel 1938, la terza versione della American Football League stabilì i Buffalo Indians nella città; gli Indians vi giocarono due anni prima che la lega sparisse dopo la seconda guerra mondiale. Dopo la guerra, quando si costituì la All-America Football Conference, a Buffalo fu ancora assegnata una franchigia, conosciuta questa volta come Buffalo Bisons, lo stesso nome delle squadre di baseball e (all'epoca) di hockey della zona. Per avere una propria identità, la squadra cambiò nome in "Buffalo Bills" nel 1947. Quando la AAFC si fuse con la NFL nella 1950, i Bills della AAFC confluirono nei Cleveland Browns. Anche se non c'era alcuna connessione tra le società della AAFC e quella attuale, il nome fu così popolare che quando fu formata la squadra della futura American Football League nel 1959, fu mantenuta la stessa denominazione.

## Anni nella AFL (1960-1969)
Quando Lamar Hunt annunciò la costituzione della American Football League nell'estate del 1959, Harry Wismer, che avrebbe posseduto la franchigia dei Titans di New York, raggiunse l'assicuratore Ralph Wilson Jr. per capire se fosse interessato a far parte della lega. Sia Wismer che Wilson erano soci di minoranza di franchigie NFL all'epoca: Wilson dei Detroit Lions e Wismer dei Washington Redskins ma con poco potere dato che George Preston Marshall guidava col pugno di ferro sia la squadra che la lega. Wilson acconsentì a far parte della nuova lega "Conta su di me. Porterò una franchigia ovunque tu suggerisca". Hunt gli fece scegliere tra cinque città: Miami, Buffalo, Cincinnati e altre due; dopo aver visto fallire i propri sforzi per portare una squadra a Miami ed essersi consultato coi media di Detroit, Wilson optò per Buffalo. Questa volta ebbe successo e spedì un telegramma ad Hunt con le note parole "Conta su di me con Buffalo".

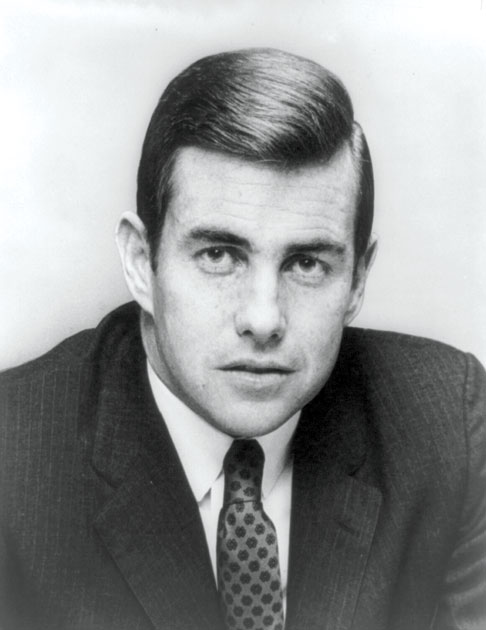
Il QB Jack Kemp guidò i Bills a due titoli AFL consecutivi.

Dopo che la stagione inaugurale vide i Bills terminare con un record di 5–8–1 (terzi nella AFL East Division), i Bills guadagnarono quattro delle prime cinque scelte del Draft AFL 1961, inclusa la prima assoluta, utilizzata per l'offensive tackle Ken Rice. Inoltre scelsero anche l'offensive guard Billy Shaw. Il successo però non giunse subito. L'8 agosto 1961, i Bills divennero la prima (e unica) squadra della American Football League a giocare contro una squadra della Canadian Football League, i vicini Hamilton Tiger-Cats. A causa di quella partita, essi ottennero anche la dubbia distinzione di essere l'unica squadra della attuale NFL a perdere contro una squadra della CFL, dal momento che i Tiger-Cats vinsero 38–21. Hamilton era una delle migliori squadre della CFL (aveva appena perso la finale della Grey Cup quell'anno) e Buffalo, all'epoca, era la peggior squadra della AFL. Le cose, comunque, erano sul punto di cambiare.
Prima della stagione 1962, Buffalo iniziò ad attirare talenti sul fronte offensivo. Jack Kemp fu tagliato dai San Diego Chargers e acquisito dai Bills dopo che i Chargers avevano ritenuto che avesse problemi ad una mano. I Bills scelsero anche nel Draft il fenomenale running back dalla Syracuse University Ernie Davis; questi optò però per giocare nella NFL ma morì di leucemia prima di riuscire a disputare una sola partita nel football professionistico. Invece, i Bills acquisirono uno dei migliori running back della CFL, Cookie Gilchrist. Queste armi offensive, unite a una delle difese più arcigne della AFL, consentirono alla squadra di raggiungere i suoi primi playoff nel 1963.

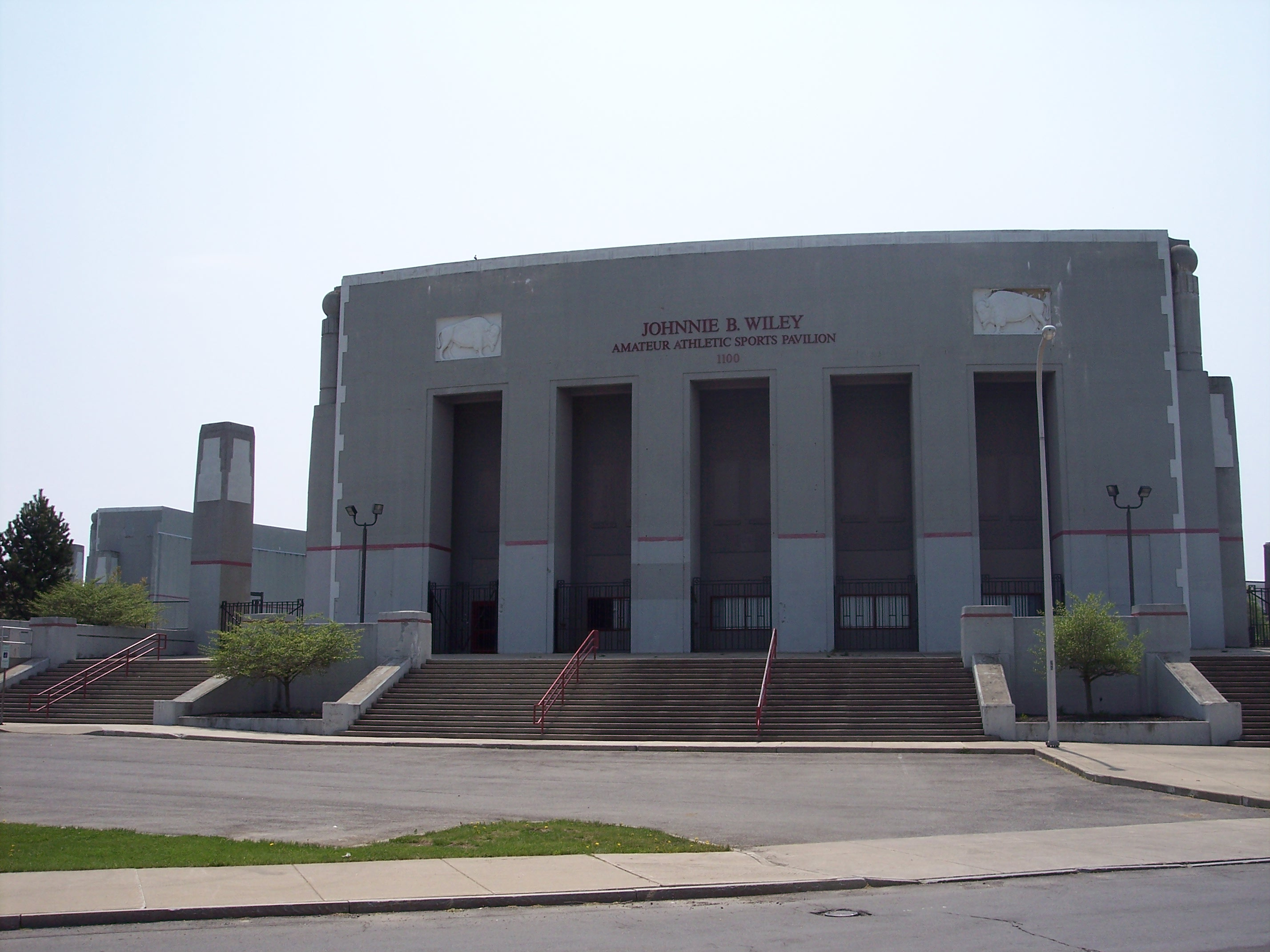
I resti del War Memorial Stadium, in cui i Bills giocarono dal 1960 al 1972.

Nella AFL, una lega prevalentemente offensiva, i Bills avevano una grande squadra difensiva. Nel 1964 i Bills concessero solo 913 yard su 300 tentativi nella stagione regolare, un record del football professionistico. La stessa difesa fece registrare 50 sack, un record di franchigia che resiste ancora oggi malgrado sia stato stabilito in una stagione da 14 partite. Essi furono la prima squadra della AFL a vincere 13 partite in una stagione. La difesa del 1964 concesse solo 4 touchdown su corsa in tutta la stagione e iniziò una striscia, estesa fino alla stagione 1965, di 17 gare consecutive senza concedere agli avversari alcun touchdown su corsa. Otto membri della squadra del '64 furono convocati per l'All Star Game, incluso il cornerback Butch Byrd. Tre di essi furono inseriti nella formazione ideale di tutti i tempi della AFL e sei nella seconda formazione ideale. L'unico giocatore della storia ad essere stato indotto Pro Football Hall of Fame senza aver mai giocato nella NFL, fu un giocatore della squadra del 1964, la guardia Billy Shaw. Altri giocatori degni di nota di questo periodo furono Mike Stratton, il punter (poi analista per ESPN) Paul Maguire e, dal 1965 al 1968, il futuro allenatore della NFL Marty Schottenheimer.
I Bills vinsero il campionato NFL sia nel 1964 che nel 1965 (il loro titolo del 1965 fu l'ultimo alloro di una squadra professionistica della città di Buffalo) e furono una delle sole tre squadre a giungere in finale del campionato AFL per tre anni consecutivi e l'unica della AFL a raggiungere i playoff per quattro stagioni consecutive, dal 1963 al 1966. Oltre alla loro solida difesa, i Bills erano dotati di un ottimo attacco in cui spiccavano il fullback Cookie Gilchrist, i quarterback Jack Kemp e Daryle Lamonica e i ricevitori Elbert Dubenion ed Ernie Warlick. Una tragedia colpì i Bills quando Bob Kalsu, un offensive lineman, lasciò la squadra nella sua stagione da rookie nel 1968 per arruolarsi per la Guerra del Vietnam, in cui rimase ucciso in combattimento nel 1970.
La stagione 1968 fu tumultuosa. Col titolare Jack Kemp infortunato, Buffalo convertì il wide receiver Ed Rutkowski nel ruolo di quarterback, alternandosi con Rutkowski, Kay Stephenson e Dan Darragh. Il risultato fu disastroso e i Bills scesero all'ultimo posto nella lega, guadagnando la prima scelta assoluta del draft comune tra AFL e NFL, con cui selezionarono il running back O.J. Simpson.

## O.J. Simpson e la "Electric Company" (1970-1977)

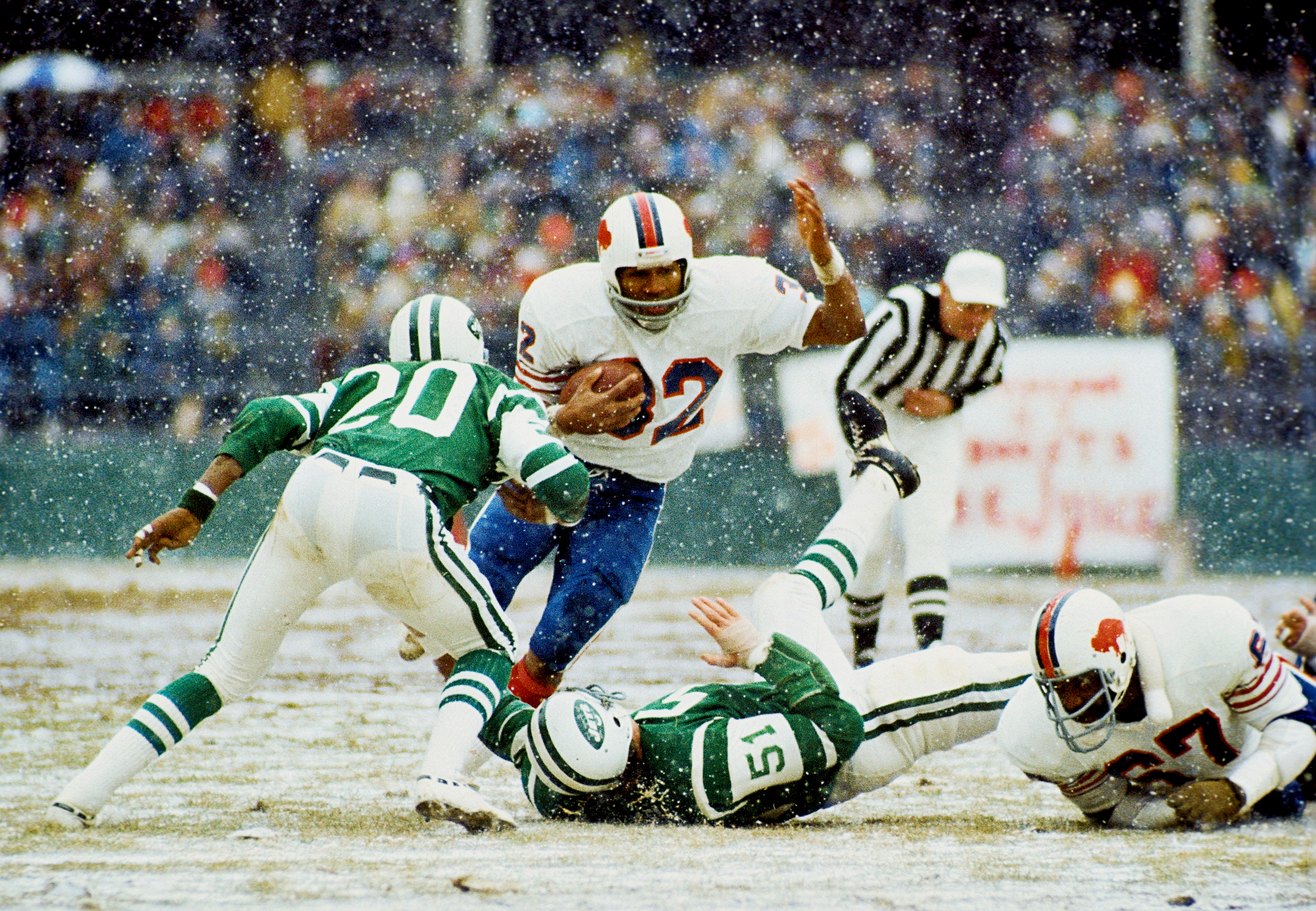
Il RB O.J. Simpson nella gara contro i Jets in cui stabilì il nuovo record NFL di 2003 yard corse in una stagione.

Simpson divenne il volto della franchigia negli anni settanta. La AFL e la NFL nel 1970 si fusero e Buffalo fu inserita nella AFC East division con Boston Patriots, Miami Dolphins, New York Jets e Baltimore Colts. Nella prima stagione nella nuova lega vinsero sole tre partite, ne persero dieci e ne pareggiarono uno. Nel 1971, i Bills non solo terminarono col peggior record della lega (1–13) ma anche col minor numero di punti segnati (184) e il maggior numero di punti subiti (394); nessuna squadra ha più detenuto contemporaneamente questi tre tristi primati in una stagione non accorciata per sciopero. Essi ottennero così la prima scelta del Draft NFL 1972 con cui selezionarono il defensive end Walt Patulski. Malgrado buone prestazioni in campo, questi faticò a causa degli infortuni prima di essere scambiato coi St. Louis Cardinals nel 1976. Lou Saban, che aveva guidato la squadra durante la doppia vittoria del titolo AFL, fu riassunto nel 1972, con la squadra che terminò con un record di 4–9–1.

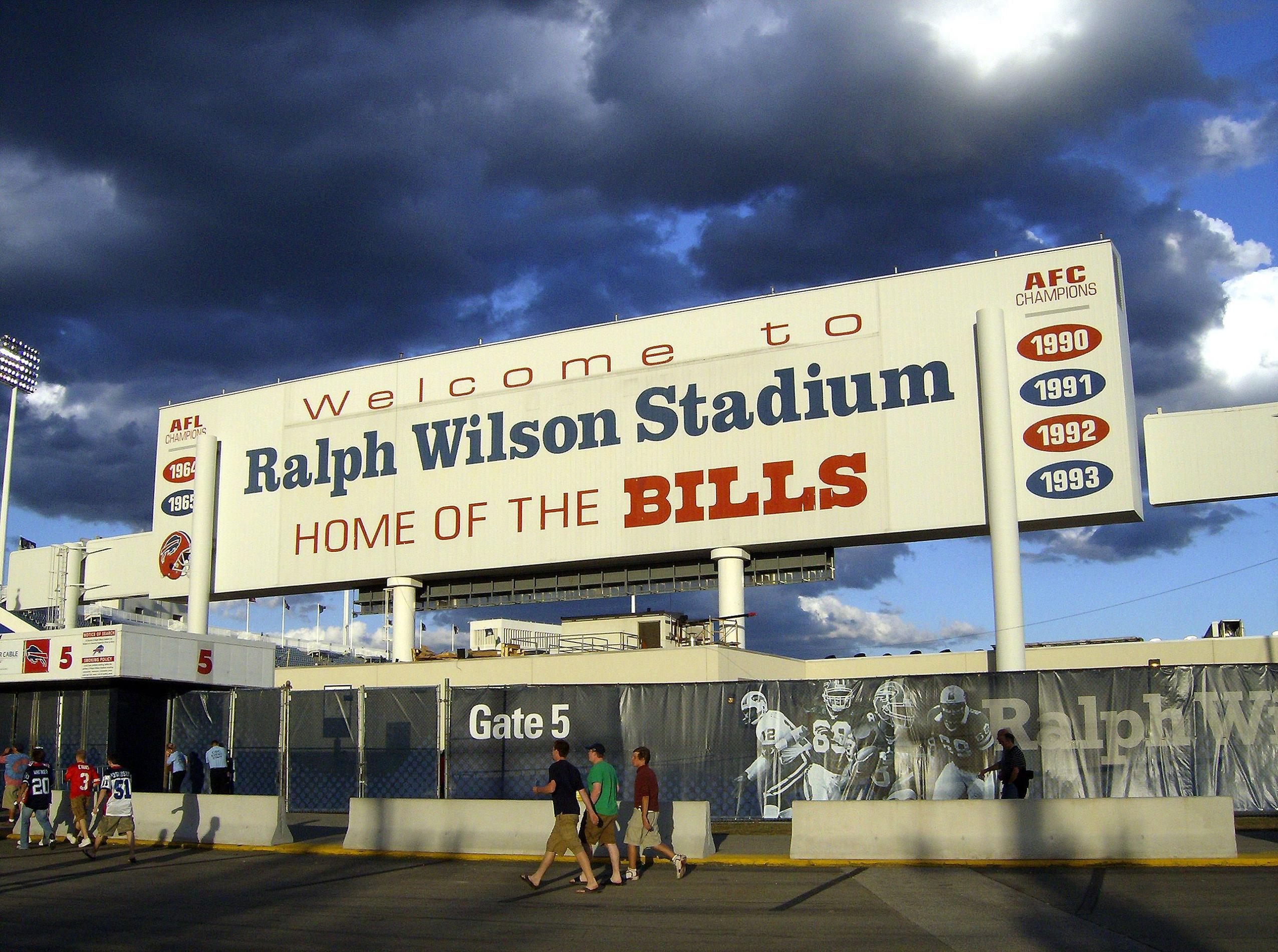
Il Rich Stadium secondo stadio nella storia della franchigia, in seguito rinominato Ralph Wilson Stadium in onore dello storico proprietario Ralph Wilson.

Nel frattempo, il War Memorial Stadium aveva un disperato bisogno di essere sostituito, essendo in cattive condizioni e al di sotto della soglia minima di capienza (50.000 posti) imposta dalla NFL nel 1969. La costruzione di un nuovo stadio iniziò alla periferia della città dopo che Ralph Wilson minacciò di trasferire la squadra in un'altra città. Il Rich Stadium con i suoi 80.000 posti aprì nel 1973 e continua ad essere la casa dei Bills ancora oggi. Il 1973 fu una stagione di cambiamento: Joe Ferguson divenne il nuovo quarterback titolare, la squadra si trasferì nel nuovo stadio, Simpson divenne il primo giocatore della storia a correre 2.000 yard in una stagione venendo premiato come MVP della NFL e la squadra fece registrare il suo primo record positivo dal 1966 con otto vittorie. La "Electric Company" di Simpson, Jim Braxton, Paul Seymour e Joe DeLamielleure, come era soprannominata la linea offensiva della squadra, portò a un drastico miglioramento sul campo. La squadra con un record di 9-5 si qualificò per la prima volta ai playoff nel 1974, ma perse nel turno delle wild card contro i futuri vincitori del Super Bowl, i Pittsburgh Steelers.
Dopo una stagione da 8-6 nel 1975, i Bills ebbero dei problemi interni nel 1976; Ferguson si infortunò e Gary Marangi non si dimostrò all'altezza di sostituirlo. La squadra scese in fondo alla AFC East con un record di 2–12, dove rimase per il resto del decennio. Come nota positiva, nella gara del Giorno del Ringraziamento del 1976, Simpson stabilì il record NFL per yard corse in una partita, malgrado la sconfitta 27–14 contro i Detroit Lions. Dopo la stagione 1977, Simpson fu scambiato coi San Francisco 49ers.

## L'era di Chuck Knox e Kay Stephenson (1978-1985)
Chuck Knox fu assunto come capo-allenatore nel 1978 e finì col riportare i Bills in cima alle classifiche.
Il 1980 fu un'ottima annata per i Bills. Essi batterono gli arci-rivali dei Miami Dolphins per la prima volta in 11 anni nel turno di apertura, finendo col vincere la AFC East. La stagione successiva persero il titolo in favore dei Dolphins ma vinsero la loro prima gara di playoff nella NFL, contro i New York Jets). Nel turno successivo persero contro i futuri campioni della AFC, i Cincinnati Bengals. Nella stagione accorciata per sciopero del 1982, i Bills scesero a un record di 4-5.
Nel famoso Draft del 1983 i Bills selezionarono il quarterback Jim Kelly come sostituto per l'ormai anziano Joe Ferguson, ma Kelly decise di giocare nella nuova United States Football League. Knox lasciò la sua posizione di capo-allenatore per passare ai Seattle Seahawks e i risultati del nuovo allenatore Kay Stephenson si dimostrarono tutto meno che esaltanti. Sia nel 1984 che nel 1985, i Bills terminarono con un record di 2-14.

## L'era di Marv Levy e Jim Kelly (1986-1997)

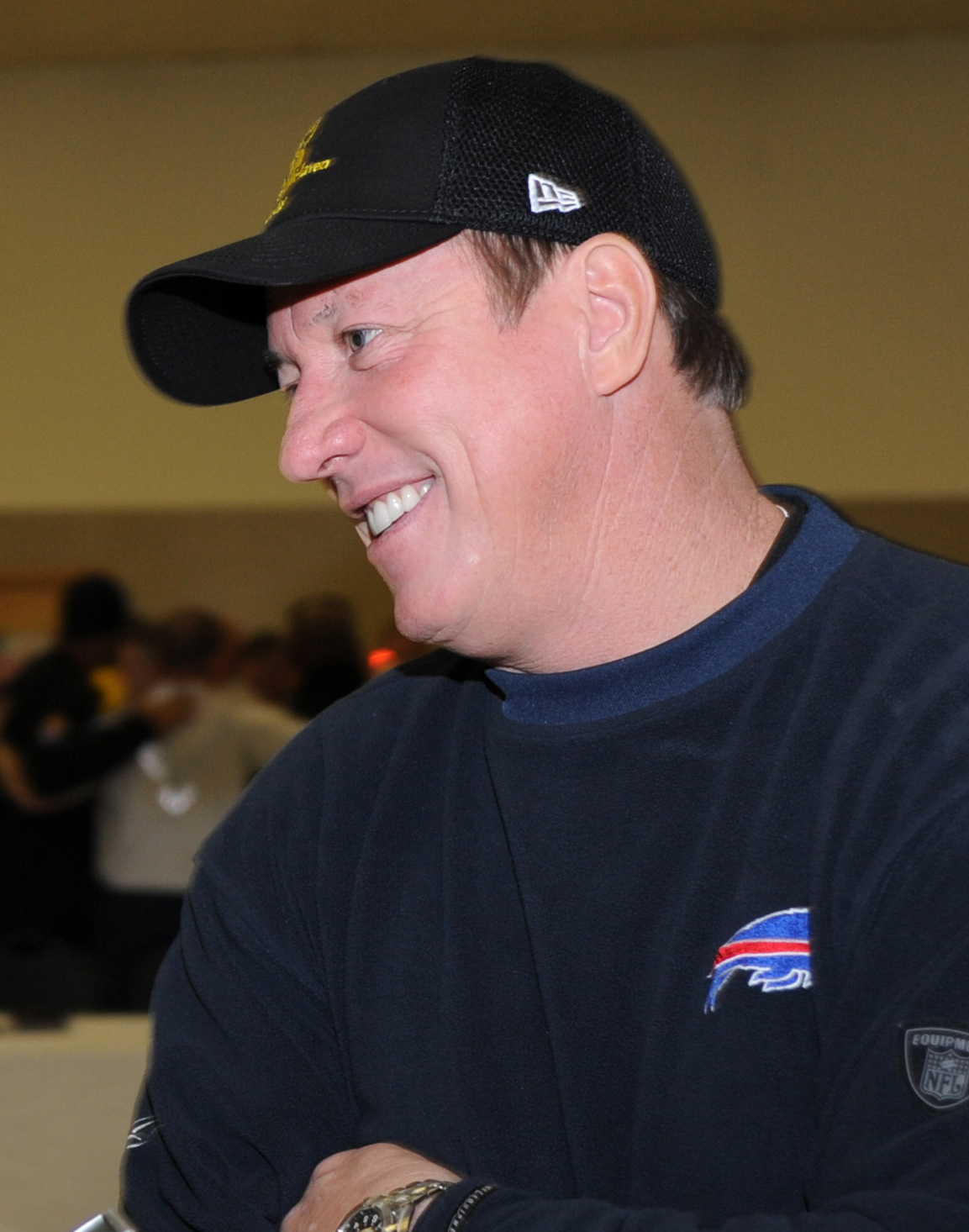
Jim Kelly condusse i Bills a quattro Super Bowl consecutivi.

Buffalo beneficiò grandemente del collasso della USFL. Tra i giocatori acquisiti da Buffalo dopo la fine della lega ci furono il quarterback titolare Jim Kelly (dagli Houston Gamblers), il centro Kent Hull (dai New Jersey Generals) e il linebacker Ray Bentley (dagli Oakland Invaders), tutti i quali si unirono ai Bills nella stagione 1986; questo, unito alle scelte del draft accumulate dalla squadra durante i suoi anni magri, spinse i Bills a diventare una delle migliori squadre della lega. A metà della stagione 1986, i Bills licenziarono l'allenatore Hank Bullough sostituendolo con Marv Levy, ex allenatore dei Kansas City Chiefs. Levy, assieme al general manager Bill Polian, mise insieme un corpo di ricevitori guidato da Andre Reed, una difesa guidata alla prima scelta assoluta Bruce Smith e un'ottima offensive line, in cui spiccavano Hull insieme Jim Ritcher, Will Wolford e Howard "House" Ballard.
Dopo lo sciopero del 1987, nel 1988, la stagione da rookie del running back Thurman Thomas, i Bills terminarono con un record di 12–4, vincendo la AFC East la prima di quattro stagioni consecutive. Dopo aver battuto facilmente gli Houston Oilers nel divisional round dei playoff, persero la finale della AFC contro i Cincinnati Bengals.
Quella del 1989 fu una stagione relativamente deludente, terminata con un record di 9–7 e una sconfitta nei divisional playoff contro i Cleveland Browns. I Bills ebbero una possibilità di vincere la gara mentre il tempo andava esaurendosi ma Ronnie Harmon si fece sfuggire un passaggio di Kelly nell'angolo della end zone. Durante quella stagione, i Bills furono soprannominati "Bickering Bills" (i litigiosi Bills) dai tifosi e dai media per la significativa quantità di risse che coinvolsero i giocatori e lo staff tecnico.

### Gli anni dei Super Bowl

#### 1990

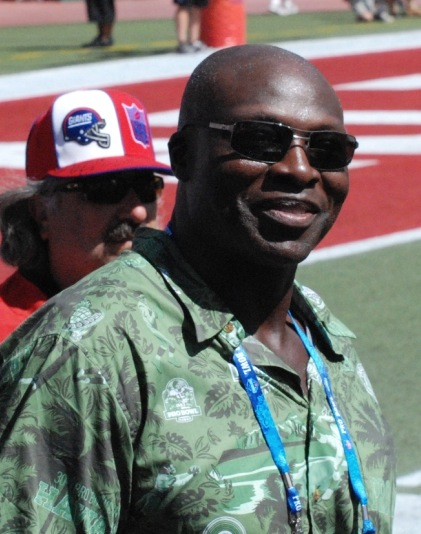
Bruce Smith vinse due volte il titolo di difensore dell'anno coi Bills.

Nel 1990, i Bills passarono a un attacco di tipo no huddle, che diede il via a una delle cavalcate di maggior successo della storia della NFL. La stagione regolare terminò con un record di 13–3, mentre nei playoff i Bills spazzarono via i Miami Dolphins e i Los Angeles Raiders (51–3), qualificandosi per il Super Bowl XXV. I Bills erano nettamente favoriti per battere i New York Giants (che avevano già battuto in trasferta nella stagione regolare) ma la strategia impostata sulla difesa dell'allenatore dei Giants Bill Parcells e del coordinatore difensivo Bill Belichick tenne Buffalo senza il possesso del pallone per la maggior parte della gara. La gara vide alternarsi diverse volte la squadra in vantaggio e, con un punteggio di 20–19 in favore di New York a otto secondi dal termine, il kicker dei Bills Scott Norwood tentò un field goal da una distanza di 47 yard. Il pallone uscì di meno di un metro sulla destra dei pali in una giocata che divenne tristemente famosa come Wide Right coi Bills che uscirono sconfitti.

#### 1991
I Bills furono dominanti anche nella stagione regolare 1991, terminata nuovamente con un record di 13–3 e con Thurman Thomas che fu premiato come MVP della NFL e miglior giocatore offensivo dell'anno. Nei playoff batterono con facilità prima i Kansas City Chiefs e poi i Denver Broncos in una finale della AFC dominata dalle difese. I Bills sperarono di vendicare la sconfitta del Super Bowl dell'anno precedente contro i Washington Redskins nel Super Bowl XXVI, ma così non fu. I Redskins si portarono su un vantaggio di 17-0 all'intervallo e non lo lasciarono più, superando Buffalo per 37–24. Durante la partita, Thurman Thomas perse il suo casco dopo due azioni e fu costretto a restare fuori infortunato per tutto il resto della partita, attirando sui Bills le beffe della nazione.

#### 1992
I Bills persero il titolo della AFC East in favore dei Miami Dolphins e Jim Kelly si infortunò nell'ultima gara della stagione regolare. Il quarterback di riserva Frank Reich partì come titolare nel primo turno di playoff contro gli Houston Oilers, dove Buffalo si trovò in svantaggio 35–3 all'inizio del terzo quarto. Non rassegnati, i Bills segnarono touchdown per diversi possessi consecutivi, portando la partita ai supplementari. Steve Christie segnò il field vincente e i Bills completarono la più grande rimonta della storia della NFL, 41–38. Successivamente superarono con relativa facilità i Pittsburgh Steelers e poi i rivali dei Dolphins nella finale della AFC, giungendo per il terzo anno consecutivo al Super Bowl. Il Super Bowl XXVII, disputato contro i Dallas Cowboys, si rivelò una partita a senso unico. Buffalo perse nove palloni e fu distrutta 52–17, diventando la prima squadra della storia a perdere tre Super Bowl consecutivi.

#### 1993
Buffalo tornò a vincere la propria division nel 1993 con un record di 12–4, superando nei playoff Los Angeles Raiders e Kansas City Chiefs, per potersi giocare la rivincita coi Cowboys nel Super Bowl XXVIII il 30 gennaio 1994. I Bills divennero la prima squadra della storia a disputare quattro Super Bowl consecutivi, sembrando pronti per vincerlo dal momento che si trovavano in vantaggio alla fine del primo tempo. Un fumble di Thurman Thomas fu però ritornato in touchdown da James Washington pareggiando la gara, con l'MVP del Super Bowl Emmitt Smith che dominò il resto della gara, coi Cowboys che superarono ancora i Bills 30–13.

### 1994-1997: declino
I Bills non ebbero alcuna occasione di raggiungere il quinto Super Bowl nel 1994. Essi scesero a un record di 7–9, quarti nella division e fuori dai playoff. Durante questo periodo, Steve Tasker si impose anno per anno come uno dei migliori giocatori degli special team della lega.
Nel 1995, Buffalo, con l'aiuto del nuovo linebacker Bryce Paup ad ancorare la difesa, raggiunse nuovamente i playoff con un record di 10–6 record, battendo Miami nel turno delle wild card. Al 2015, questa è l'ultima vittoria di Buffalo nei playoff. I Bills non riuscirono tuttavia a tornare al Super Bowl poiché furono eliminati dai Pittsburgh Steelers futuri vincitori della AFC, nei divisional playoff per 40–21.
Nel 1996, i Bills videro la loro leadership nella AFC East sparire per far posto ai New England Patriots negli anni a venire; i Bills batterono i Patriots a settembre, poi in ottobre i Patriots vinsero dopo aver segnato 3 touchdown negli ultimi 85 secondi di gara. I Bills raggiunsero comunque i playoff come wild card, perdendo contro i Jacksonville Jaguars al loro debutto nella lega, la prima (e finora unica) squadra che vinse nei playoff in trasferta al Rich Stadium. Jim Kelly si ritirò a fine stagione dopo che la dirigenza dei Bills gli comunicò la sua intenzione di cambiare direzione imponendogli di fare da balia a un nuovo giovane quarterback del futuro. Questa fu la fine dell'epoca di maggior successo della storia della squadra. Thurman Thomas lasciò il suo posto al giovane running back Antowain Smith. L'assenza di Kelly si sentì nel 1997, quando il suo sostituto, Todd Collins, guidò la squadra solo a un record di 6–10. Coach Marv Levy si ritirò a fine stagione.

## L'epoca di Wade Phillips e Doug Flutie

### 1998

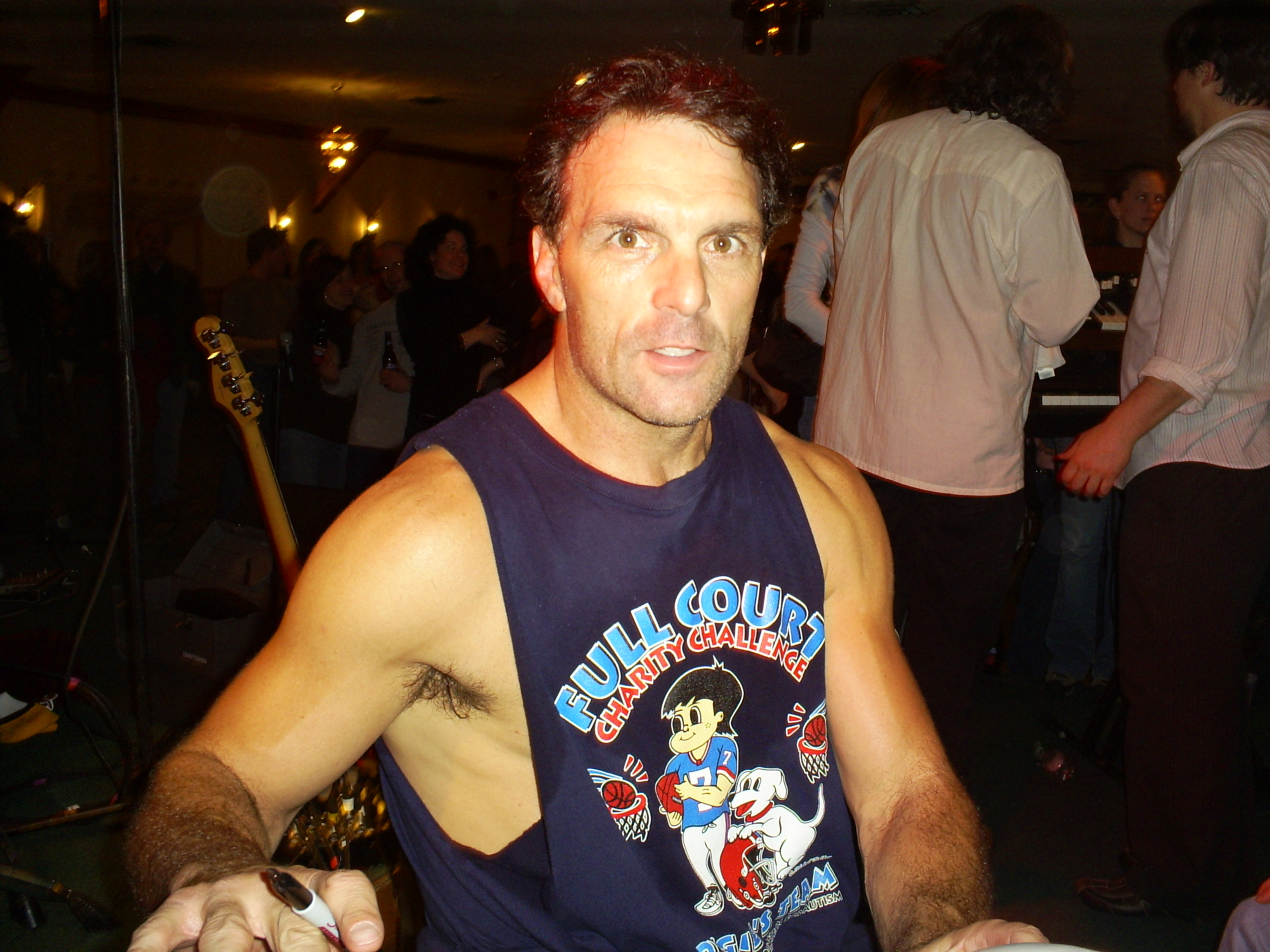
Il quarterback Doug Flutie.

I Bills, diretti dal nuovo capo-allenatore Wade Phillips firmarono due quarterback per la stagione 1998, per uno dei quali Buffalo scambiò un'alta scelta del draft. Il primo era l'ex riserva dei Jaguars Rob Johnson e il secondo l'ex vincitore dell'Heisman Trophy e stella della Canadian Football League Doug Flutie. Malgrado molti tifosi dei Bills volessero Flutie come titolare dopo le sue prestazioni nella pre-stagione, Phillips nominò Johnson per quel ruolo. I Bills partirono male e dopo che Johnson si infortunò a una costola contro gli Indianapolis Colts, Flutie lo sopravanzò portando i Bills ai playoff con un record di 10-6. Lì persero contro i Miami Dolphins, malgrado Eric Moulds stabilì il record NFL dei playoff con 240 yard ricevute.

### 1999
La popolarità di Flutie continuò anche nel 1999, coi Bills che terminarono con un record di 11–5, due gare dietro i Colts nella classifica della division. Wade Phillips a sorpresa assegnò a Rob Johnson il ruolo di titolare nella prima gara di playoff contro i Tennessee Titans malgrado Flutie avesse vinto 10 gare e portato la squadra alla post-season. I Bills segnarono un field goal a 16 secondi dalla fine che li portò in vantaggio 16–15. I Titans vinsero però la gara grazie a una controversa giocata divenuta famosa come "Music City Miracle": durante il kickoff successivo al field goal, Frank Wycheck lanciò un passaggio laterale a Kevin Dyson che segnò il touchdown della vittoria dei Titans. Anche se il passaggio di Wycheck sembrò vicino a un passaggio in avanti (irregolare), i replay mostrarono che si trattò effettivamente di un passaggio laterale e gli arbitri convalidarono il touchdown. I Titans giunsero fino al Super Bowl mentre, al 2015, questa è stata l'ultima apparizione ai playoff dei Bills.

### 2000
Gli ultimi contatti dei Bills con la squadra che raggiunse i quattro Super Bowl sparirono nel 2000, quando Thurman Thomas, Andre Reed e Bruce Smith furono tutti svincolati. Antowain Smith, Eric Moulds e Marcellus Wiley rispettivamente li avevano sostituiti già da tempo come titolari. Dopo una stagione con un bilancio di 8-8 e la squadra ancora presa dalla controversia su chi dovesse giocare tra Johnson e Flutie, il general manager John Butler lasciò la franchigia per i San Diego Chargers, portando con sé Flutie e Wiley. Doug Flutie lasciò i Bills con una percentuale di vittorie del 67,7 in 31 partenze come titolare. Antowain Smith passò come free agent ai New England Patriots, dove fu il running back titolare delle prime due vittorie del Super Bowl della squadra. Sia Flutie che Smith erano stati dominanti nella loro ultima gara coi Bills, una vittoria 42–23 sui Seattle Seahawks. Thomas fu rapidamente sostituito dal rookie Travis Henry.

## Un decennio senza playoff

### L'era di Tom Donahoe
Nel 2001, dopo la partenza di John Butler, il proprietario della squadra Ralph Wilson annunciò il suo ritiro come presidente dell'associazione e lasciò le redini della squadra in mano a Tom Donahoe, un ex dirigente dei Pittsburgh Steelers. Tale mossa si rivelò disastrosa. Donahoe si sbarazzò di tutti i giocatori di valore della franchigia e li sostituì con giocatori giovani, inesperti e di basso profilo, promuovendo Rob Johnson come quarterback titolare. La squadra passò da essere una costantemente in lizza per playoff a un record di 31–49 durante i cinque anni di Donahoe. I Bills non raggiunsero più i playoff dall'arrivo di Donahoe, né dopo la sua partenza.

#### 2001

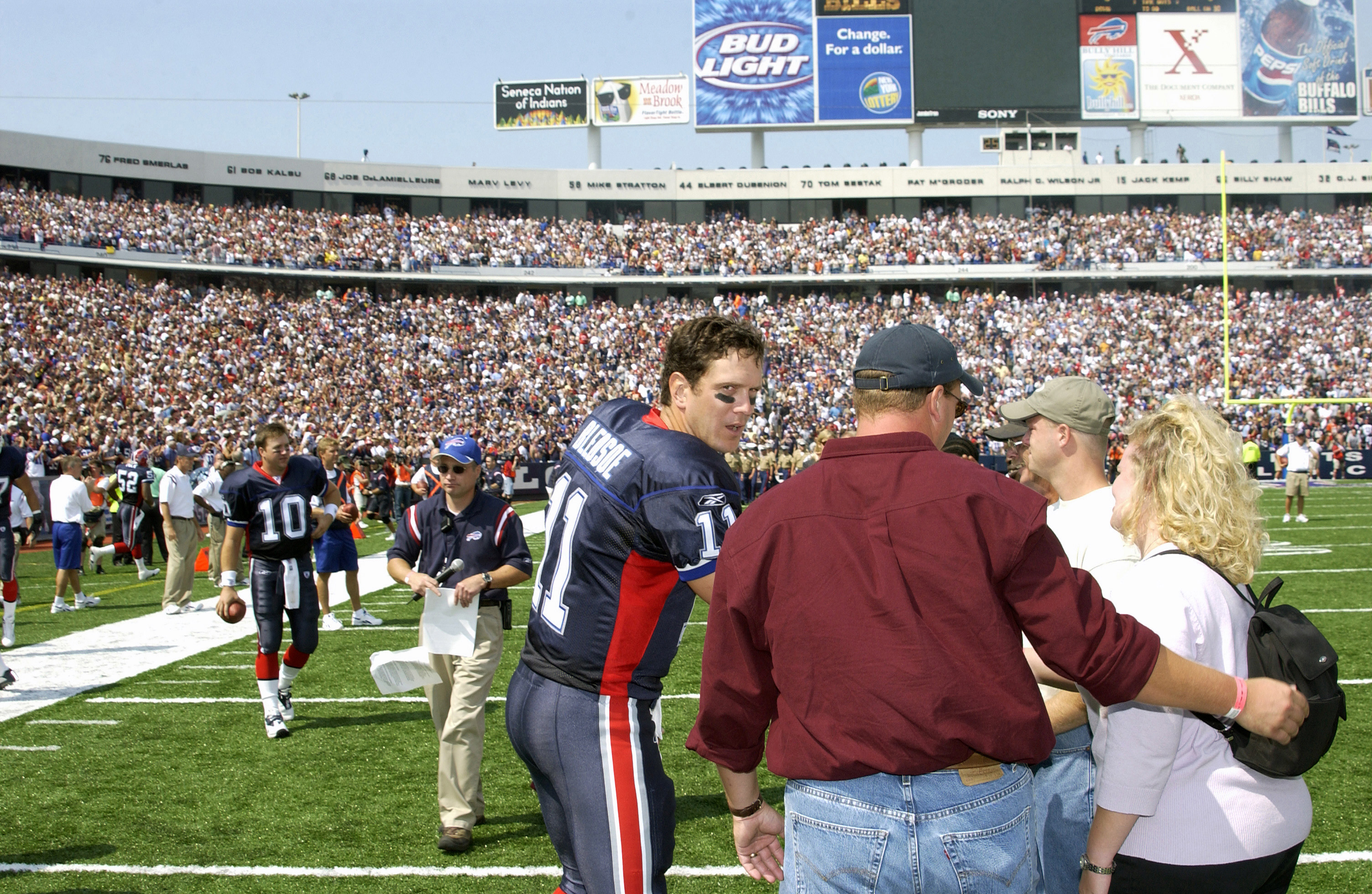
Il QB Drew Bledsoe, svincolatosi dai Patriots, guidò l'attacco di Buffalo nel triennio 2002-04.

Il coordinatore difensivo dei Titans Gregg Williams divenne il capo-allenatore nel 2001, in quella che fu la peggior stagione della memoria recente di Bills. Rob Johnson si infortunò a metà stagione, venendo sostituito da Alex Van Pelt. Buffalo terminò con un record di 3–13. I Bills persero anche la reclamizzata sfida di metà stagione contro i Chargers guidati da Flutie. Dopo la stagione, essi effettuarono uno scambio per entrare in possesso del quarterback Drew Bledsoe, divenuto disponibile sul mercato dopo che Tom Brady condusse alla vittoria del Super Bowl i Patriots.

#### 2002-03

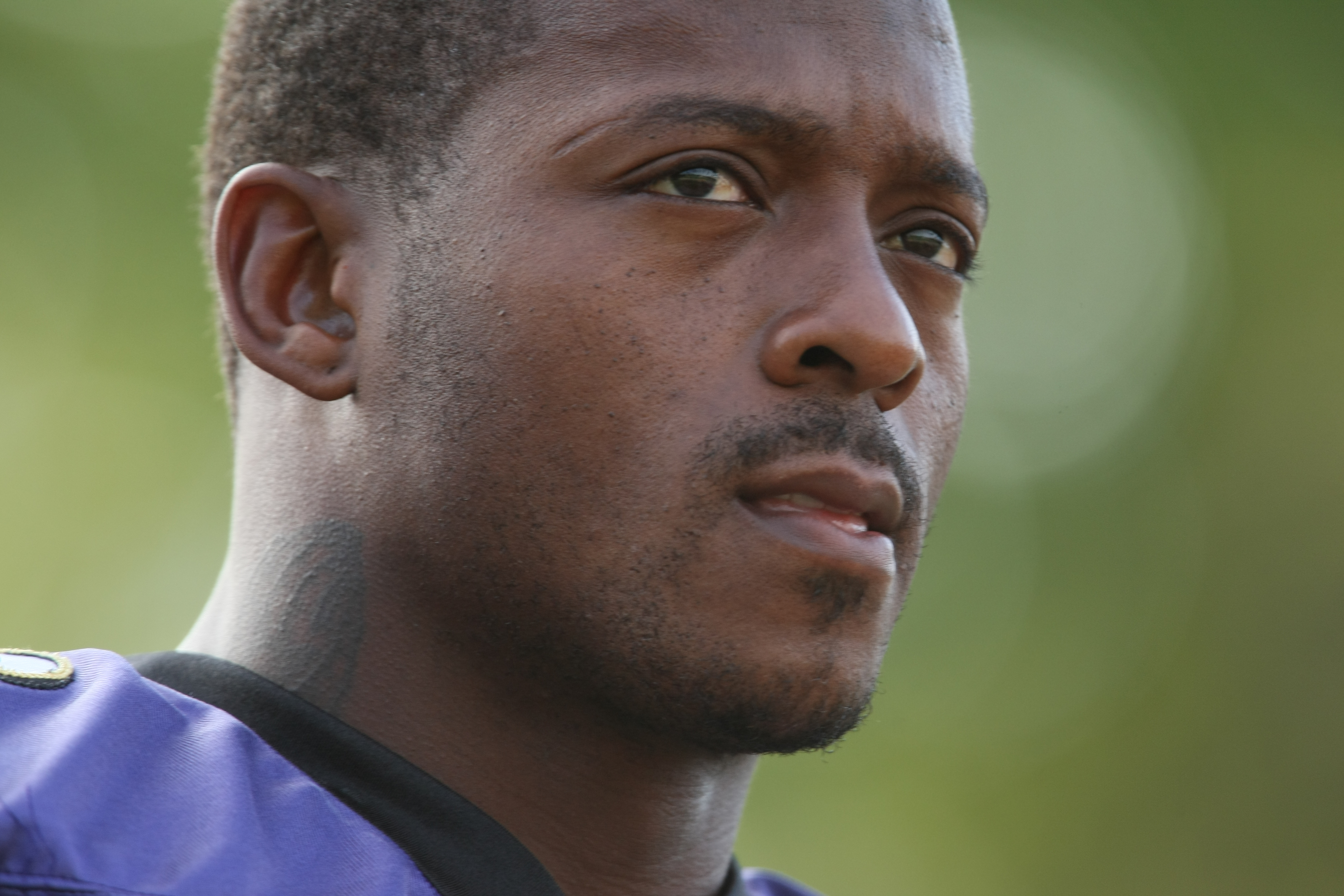
Il RB Willis McGahee esplose nella stagione 2004.

Bledsoe rivitalizzò i Bills nella stagione 2002, guidandoli a un record di 8-8 e stabilendo nel contempo 10 record di franchigia nei passaggi. Tuttavia, in un'ardua division in cui tutte le altre squadre terminarono con un record di 9–7, essi finirono all'ultimo posto. Un altro giocatore proveniente dai Patriots, la safety Lawyer Milloy, si unì ai Bills prima della stagione 2003, dando un immediato contributo in difesa. Dopo aver battuto i futuri campioni di New England 31–0 nella prima gara e aver distrutto anche i Jaguars nella seconda, lo storico commentatore della squadra Van Miller annunciò il suo ritiro a fine stagione, aspettandosi che la squadra avesse una realistica possibilità di puntare al titolo. Tuttavia, i Bills crollarono nel prosieguo della stagione, terminando con un record di 6–10. La stagione si concluse nel modo opposto in cui era iniziata, perdendo contro New England 31–0.

#### 2004
Gregg Williams fu licenziato dopo il 2003 e sostituito con Mike Mularkey. I Bills scelsero nel draft un altro quarterback, J.P. Losman, da utilizzare nel caso Bledsoe avesse continuato a faticare nel 2004. Sfortunatamente, Losman si ruppe una gamba nella pre-stagione e perse quasi tutto il resto della stagione.
Bledsoe continuò a faticare nel 2004. I Bills persero le prime quattro gare, segnando solo 13 punti di media a partita. La prima vittoria fu in casa contro i Miami Dolphins, anch'essi a corto di vittorie. Questo, insieme all'emergere di Willis McGahee che si impose come running back titolare al posto dell'infortunato Travis Henry, diede ai Bills un record di 9-2 nelle successive undici partite. Grazie a ciò, i Bills furono in corsa per un posto come wild card nella AFC. Anche se una sconfitta nella gara finale della stagione contro gli Steelers fece mancare alla squadra i playoff distruggendo i tifosi, il finale di stagione permise di guardare come ottimismo al 2005.
A fine anno, volendo dare una svolta giovane alla squadra e insoddisfatti delle prestazioni di Bledsoe, i Bills decisero di far partire titolare J.P. Losman. Un infuriato Bledsoe chiese di essere svincolato, passando ai Dallas Cowboys dove ritrovò Bill Parcells.

### Il ritorno di Marv Levy

#### 2005

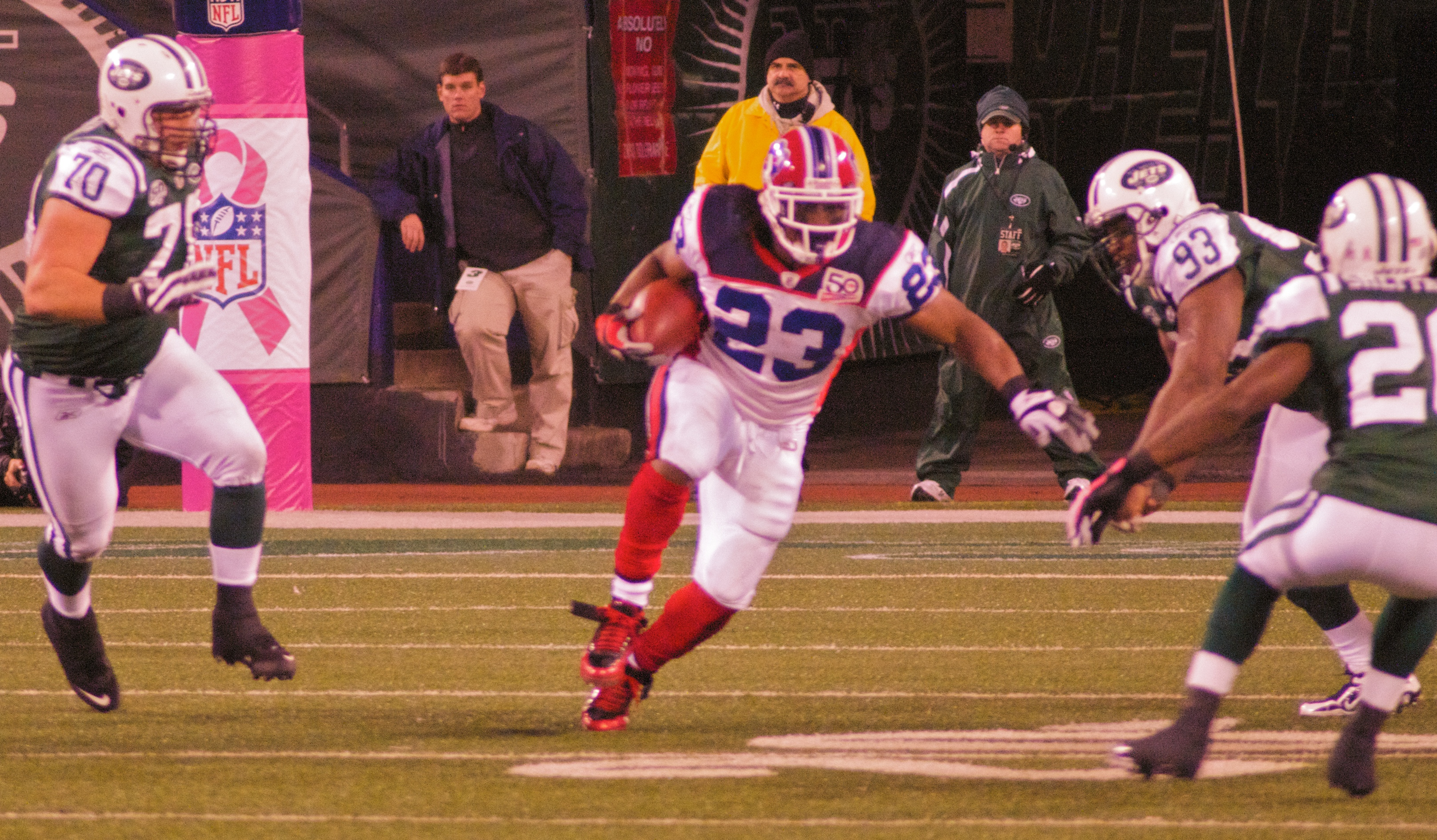
Marshawn Lynch fu il primo rookie dei Bills a correre mille yard dal 1984.

La crescita Losman non procedette così velocemente come i Bills avrebbero sperato. Infatti iniziò male la stagione 2005, spingendo Kelly Holcomb a sostituirlo. Losman non tornò più in campo finché Holcomb non si infortunò nella settimana 10 contro i Kansas City Chiefs, dove guidò i Bills alla vittoria ma fu nuovamente sostituito da Holcomb dopo aver perso diverse altre gare. Il punto più basso della stagione di Losman fu la sconfitta 24–23 coi Miami Dolphins, una gara in cui Buffalo guidò per 21–0 e 23–3 ma subì 21 punti nell'ultimo quarto, perdendo. La stagione terminò con un record di 5-11 e il licenziamento di Donahoe. Marv Levy fu nominato suo sostituto. Anche Mike Mularkey rassegnò le proprie dimissioni, citando sia ragioni familiari che il disaccordo verso la direzione in cui si stava muovendo la franchigia. Dick Jauron fu assunto come suo sostituto.

#### 2006-2007
Le stagioni 2006 e 2007 portarono entrambe record di 7-9 sotto la direzione di Jauron, venendo eliminati dalla corsa ai playoff a dicembre in entrambi gli anni. Il 2006 vide gli arrivi di Donte Whitner, Ko Simpson, Ashton Youboty, Anthony Hargrove e Kyle Williams in difesa, mentre nel 2007 giunse Trent Edward come quarterback in attacco, della scelta del primo giro Marshawn Lynch, oltre a Paul Posluszny, agli offensive linemen Derrick Dockery e Langston Walker e al running back di riserva Fred Jackson. J.P. Losman disputò tutte le 16 partite nel 2006 ma nel 2007 fu presto messo in panchina in favore di Edwards.
Alla fine della stagione 2007, Levy si ritirò nuovamente, citando la fine della scadenza dei suoi due anni di contratto. Nel frattempo il coordinatore offensivo Steve Fairchild, un frequente bersaglio delle critiche dei tifosi dei Bills, fu assunto come capo-allenatore della Colorado State University. L'allenatore della linea offensiva Jim McNally si ritirò a fine stagione. Tutti questi ruoli furono sostituiti da membri precedenti dello staff, con Turk Schonert promosso a coordinatore offensivo.

### Toronto e Terrell Owens

#### 2008

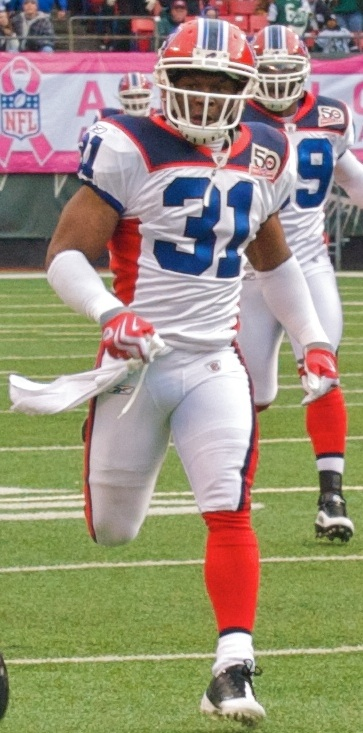
Il S Jairus Byrd guidò la NFL in intercetti nel 2009.

Una delle mosse di maggior rilievo nella lega avvenne nel 2008, quando i dirigenti della NFL approvarono una proposta dell'ottobre 2007 del proprietario dei Bills Ralph Wilson per disputare ogni anno una gara di stagione regolare e due di pre-stagione al Rogers Centre di Toronto, Ontario, Canada nei cinque anni successivi in cambio di 78 milioni di dollari in contanti. Queste gare iniziarono durante la stagione 2008. Arrivi di rilievo in questa stagione furono il linebacker Kawika Mitchell, acquisito dai New York Giants campioni in carica, e il defensive tackle Marcus Stroud, oltre alla scelte del draft che portarono il cornerback Leodis McKelvin e il wide receiver James Hardy. Buffalo iniziò estremamente bene la stagione con un record di 5-1 prima del turno di pausa e mostrando in Trent Edwards finalmente un quarterback all'altezza per i Bills. Tuttavia, Edwards subì una forte commozione cerebrale dopo colpo subito in una gara contro gli Arizona Cardinals. La squadra fece registrare un record di 2-8 nelle successive dieci gare e concluse con un record di 7-9, divenendo la franchigia con la striscia negativa attiva più lunga di mancata qualificazione ai playoff.

#### 2009
Il 7 marzo 2009 i Buffalo Bills fecero un grande colpo di mercato firmando il wide receiver All-Pro Terrell Owens, recentemente svincolato dai Dallas Cowboys e conosciuto tanto per le sue elaborate esultanze dopo i touchdown che per le sue giocate sul campo. Owens firmò un contratto annuale. Il precedente quarterback titolare J.P. Losman, a questo punto, divenne il terzo nelle gerarchie della squadra dietro Trent Edwards e Gibran Hamdan, diventando alla fine free agent. Nel primo giro del Draft NFL 2009, i Bills scelsero il defensive end/linebacker Aaron Maybin da Penn State come undicesimo assoluto e il centro Eric Wood da Louisville come 28º assoluto. Buffalo inoltre scelse la free safety Jairus Byrd da Oregon, che sarebbe divenuto uno dei migliori nel suo ruolo della lega nelle stagioni a venire. Quando la stagione iniziò, Terrell Owens si dimostrò una delusione per la maggior parte di essa mentre la offensive line soffrì diversi palloni persi, portando la squadra a una partenza di 3–6 e al licenziamento di Dick Jauron. In totale, le statistiche di Owens nel 2009 furono modeste: 829 yard ricevute e 5 touchdown. La stagione si concluse con un record di 6–10, grazie alla vittoria nell'ultima giornata contro i Colts (che avevano un record di 14-1), senza Peyton Manning, risparmiato per i playoff data la scarsa rilevanza della gara. Trent Edwards lottò contro gli infortuni per la maggior parte della stagione, dividendosi le gare con la riserva Ryan Fitzpatrick, proveniente dai Cincinnati Bengals. I Bills subirono un altro duro colpo quando la loro stella Marshawn Lynch fu sospeso per tre gare dalla lega per cattiva condotta fuori dal campo. La sua riserva Fred Jackson giocò bene e anche se col ritorno di Lynch le sue prestazioni calarono, raggiunse comunque quota mille yard in stagione. Jarius Byrd guidò la NFL con 9 intercetti e fu convocato per il Pro Bowl.

### L'epoca di Buddy Nix

#### 2010

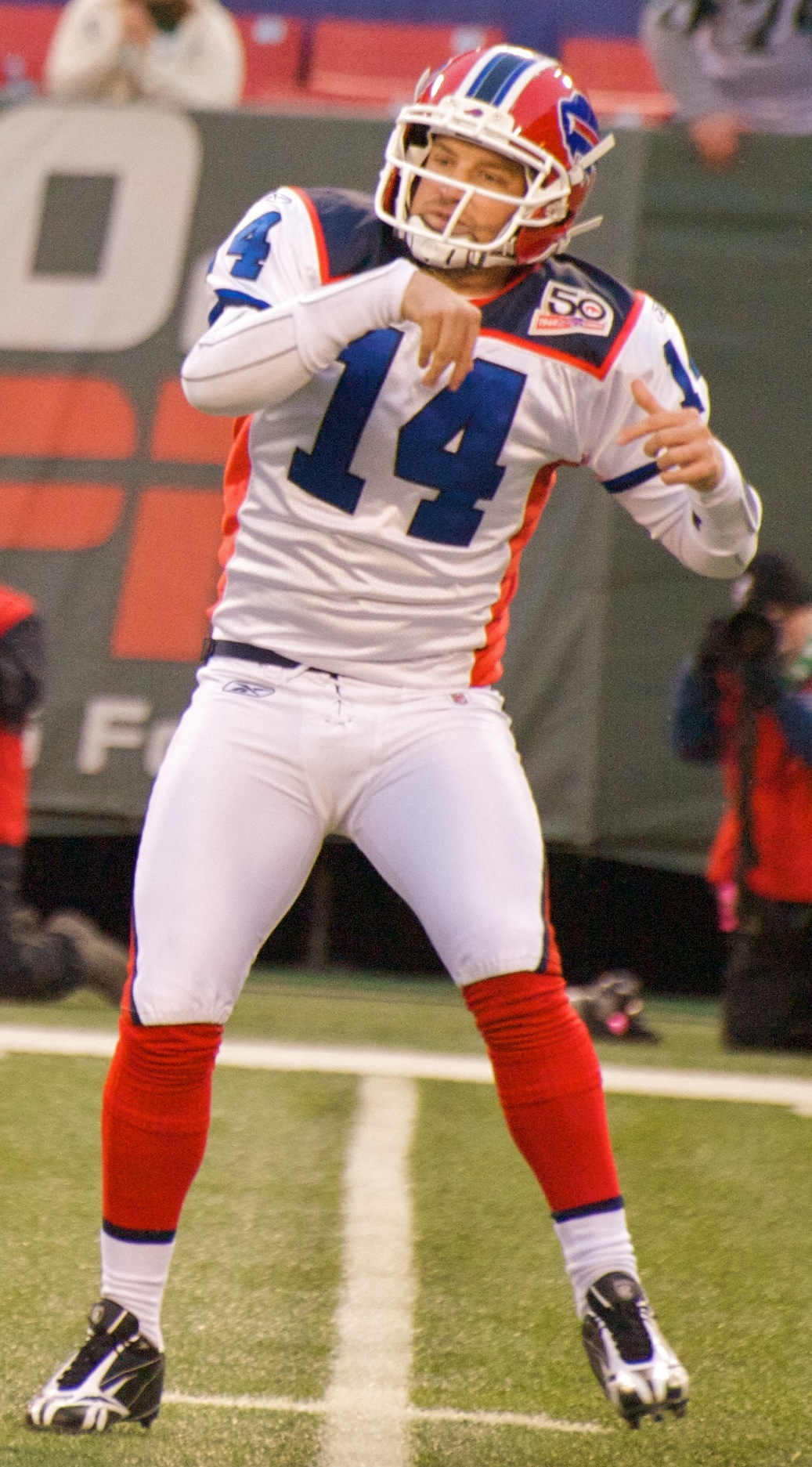
Il QB Ryan Fitzpatrick disputò 53 partite da titolare con la maglia dei Bills nelle stagioni a cavallo tra il 2008 ed il 2012.

Buddy Nix, ex assistente general mananger dei San Diego Chargers, fu nominato general manager nell'ultima settimana della stagione 2009. Una delle sue prime mosse fu quella di tagliare i contatti con Owens (ironicamente, dopo averlo reclutato durante il college football). Il 20 gennaio la squadra nominò Chan Gailey come capo-allenatore. Gailey era stato precedentemente coordinatore offensivo di Kansas City e capo allenatore di Georgia Tech dei Dallas Cowboys, terminando 8–0 nella division nel 1998 e guidandoli ai playoff sia nel 1998 che nel 1999.
Nella prima gara della stagione, i Bills persero in casa coi Dolphins. Dopo una partenza con un record di 0–4, i Bills svincolarono Trent Edwards e nominarono Ryan Fitzpatrick quarterback titolare. Malgrado avessero disputato alcune gare equilibrate, arrivarono sino a un record di 0-8 prima di battere i Detroit Lions. Dopo di che giunse una vittoria a 49–31 a Cincinnati e una sconfitta ai supplementari contro Pittsburgh. La stagione terminò con un record di 4-12.

#### 2011
Come terzo assoluto nel Draft NFL 2011, i Bills selezionarono il defensive tackle Marcell Dareus per migliorare una difesa sulle corse che faticava da lungo tempo. Buffalo ebbe un eccellente inizio di stagione nel 2011, battendo Kansas City 41–7. La settimana successiva ospitarono gli Oakland e rimontarono da uno svantaggio di 21-3 vincendo per 38–35. Nella settimana 3: i Bills ospitarono i Patriots: essi rimontarono uno svantaggio di 21-0 e si portarono su un punteggio di 31-24 nel quarto periodo; un touchdown nel finale di Tom Brady pareggiò la partita ma i Bills segnarono un field goal all'ultimo secondo e vinsero la gara. Quella vittoria interruppe una striscia di 15 vittorie consecutive negli ultimi otto anni dei Patriots. Malgrado un inizio di stagione con un record di 5-2, guidando la AFC East per diverse settimane, un'ondata di infortuni colpì la squadra portando una striscia di sette sconfitte consecutive che eliminarono la squadra dalla corsa ai playoff per il dodicesimo anno consecutivo. La striscia negativa si interruppe battendo i Denver Broncos di Tim Tebow la vigilia di Natale, in una gara interna dall'insolita scarsità di pubblico.

#### 2012

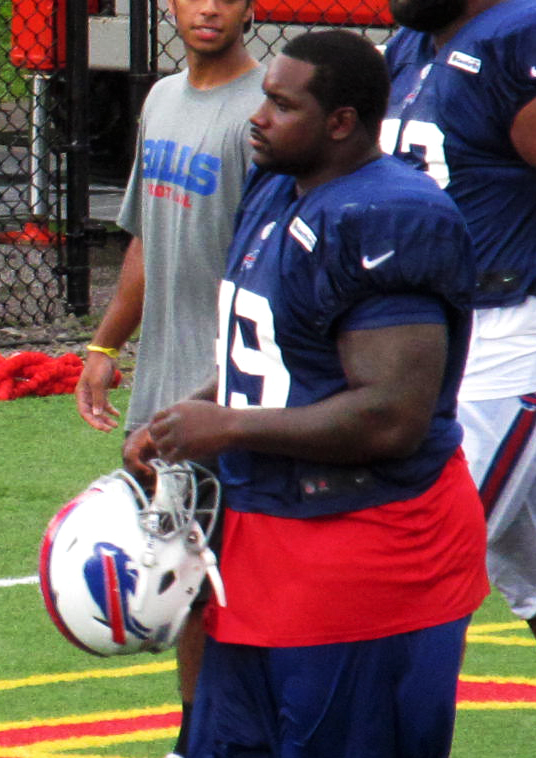
Il DT Marcell Dareus, 3ª scelta assoluta al Draft NFL 2011.

Nella primavera del 2012, i Bills si assicurarono le prestazioni di uno dei free agent più ambiti degli ultimi anni, il difensore All-Pro, ex prima scelta assoluta degli Houston Texans, Mario Williams. Il 9 settembre, nel debutto stagionale contro i New York Jets, Buffalo perse sonoramente 48-28. Nel turno successivo i Bills ottennero la prima vittoria stagionale sui Chiefs, seguita da un'altra vittoria sui Browns.
Nei due turni successivi i Bills persero subendo ben 52 punti dai Patriots altri 45 dai 49ers. I Bills tornarono alla vittoria nella settimana 6 contro gli Arizona Cardinals e poi persero una partita al cardiopalma coi Titans. Nel Thursday Night della settimana 11 i Bills tennero vive le loro flebili speranze di centrare i playoff vincendo contro i Miami Dolphins.. Un'altra sconfitta arrivò però nella settimana seguente contro i Colts. Nell'ultimo turno di campionato Buffalo vinse contro i Jets terminando la stagione con un record di 6-10 e licenziando Chan Galey e tutto il suo staff. Williams concluse la sua stagione con 10,5 sack mentre tra le note positive vi fu il running back C.J. Spiller che corse mille yard in soli 154 tentativi, il secondo miglior risultato della storia dopo i 119 di Beattie Feathers dei Chicago Bears nel 1934.

### L'era di Russ Brandon

#### 2013

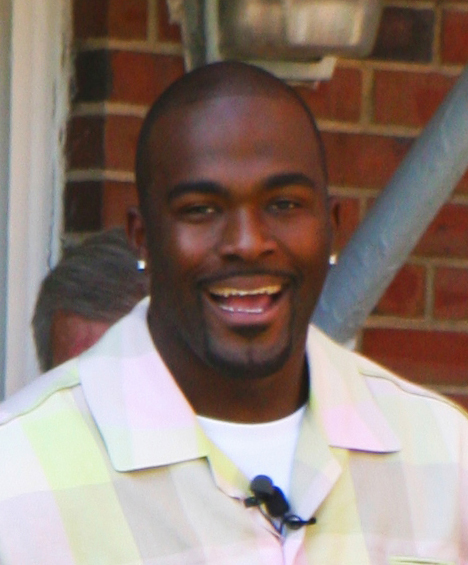
Il DE Mario Williams in 4 stagioni collezionò 43 sack con la maglia dei Bills.

Il 1º gennaio 2013 fu annunciato che Ralph Wilson avrebbe passato il testimone a Russ Brandon, assegnandogli il completo controllo delle operazioni del football. Brandon fu nominato amministratore delegato e presidente della squadra. Una delle sue prime decisioni fu di mantenere Buddy Nix come general manager per l'immediato futuro. La mattina del 6 gennaio, Doug Marrone, ex allenatore della Syracuse University fu assunto come nuovo capo-allenatore. Il 12 marzo 2013, Fitzpatrick fu svincolato dai Bills e al suo posto nel Draft NFL 2013 fu scelto come sedicesimo assoluto il quarterback da Florida State EJ Manuel. Un infortunio al ginocchio di Manuel fu sul punto di costringere la squadra a fare partire come quarterback titolare nella prima settimana il rookie non scelto nel draft Jeff Tuel; Manuel riuscì alla fine a recuperare in tempo, salvo infortunarsi all'altro ginocchio poche settimane dopo, cosa che portò all'ingaggio di un altro quarterback, Thaddeus Lewis. I Bills terminarono ancora la stagione con un bilancio di 6-10, mancando l'accesso ai playoff per la quattordicesima stagione consecutiva. Tra le note positive dell'annata, il linebacker rookie, scelto nel secondo giro del Draft, Kiko Alonso.

#### 2014
Il proprietario Ralph Wilson morì il 25 marzo 2014, all'età di 95 anni. Le proprietà di Wilson, inclusa la squadra, furono poste sotto il controllo di quattro persone: la vedova di Wilson, Mary Wilson; sua nipote, Mary Owen; Jeff Littman, direttore finanziario dei Bills, e Eugene Driker, un avvocato. Questi decisero di vendere la franchigia al proprietario dei Buffalo Sabres Terrence Pegula, assieme a sua moglie Kim, per la cifra di 1,4 miliardi di dollari. L'accordo si concluse il 10 ottobre 2014.
I Bills terminarono la stagione regolare 2014 con un record di 9–7 record, interrompendo la striscia di nove stagioni senza un bilancio positivo (la peggiore della lega in quel momento) ma non riuscendo a qualificarsi per i playoff. Il quarterback titolare per la maggior parte della stagione 2014 fu Kyle Orton, un giocatore firmato all'ultimo minuto e nominato titolare dopo un mese a causa delle insoddisfacenti prestazioni di Manuel. Orton annunciò il suo ritiro il lunedì successivo al termine della stagione. A sorpresa il 31 dicembre 2014, Doug Marrone decise di sfruttare una clausola contrattuale che gli permise di lasciare l'incarico di capo-allenatore di Buffalo.

## L'era di Terry Pegula (2015-presente)

### 2015

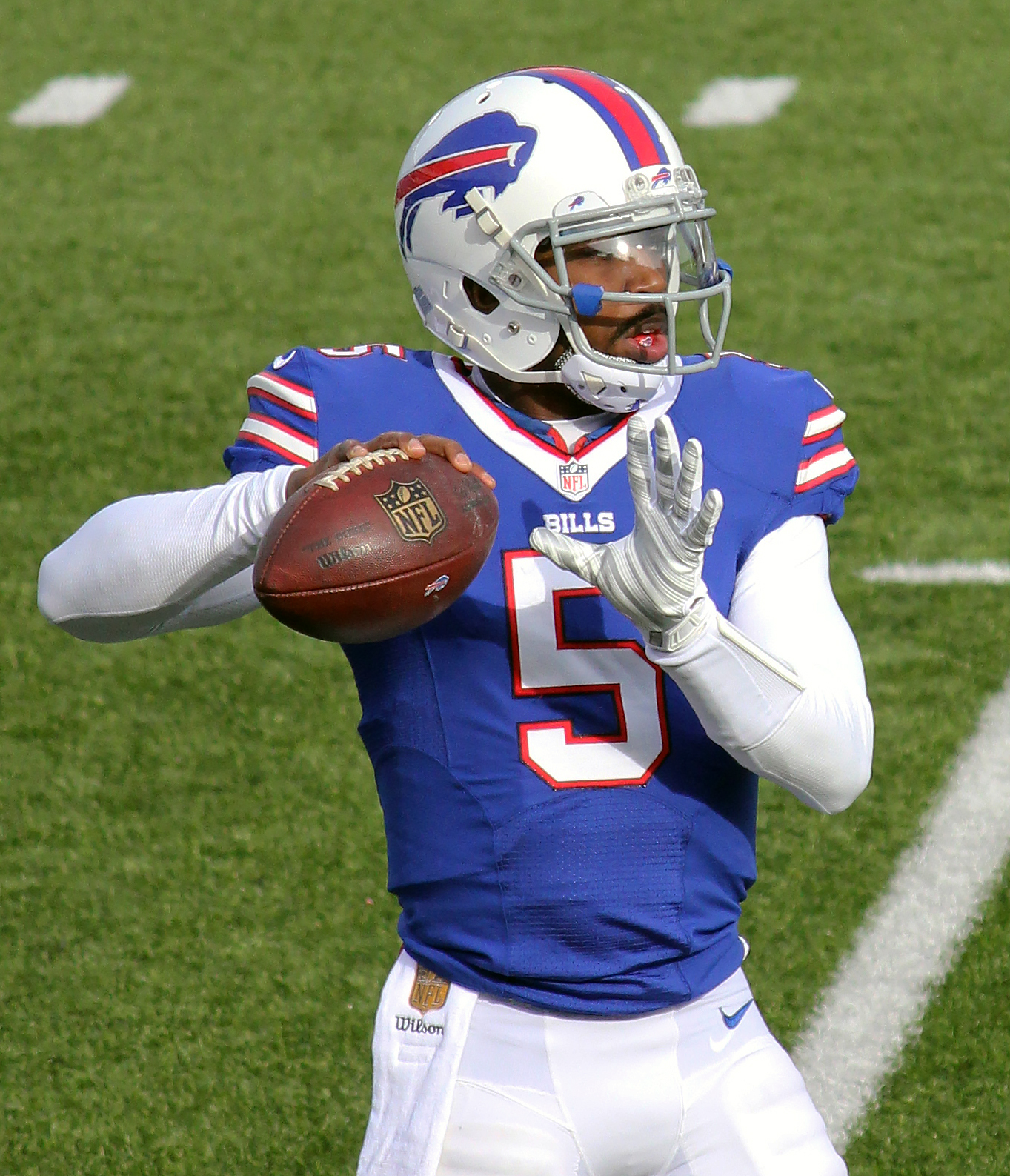
Tyrod Taylor fu il quarterback titolare dei Bills dal 2015 al 2017

Il 12 gennaio 2015, l'ex allenatore dei New York Jets Rex Ryan fu annunciato come nuovo allenatore della squadra. I Bills adottarono una politica aggressiva nel mercato primaverile, scambiando Kiko Alonso (infortunato per tutta la stagione precedente) con i Philadelphia Eagles per il running back All-Pro LeSean McCoy, ottenendo in uno scambio coi Minnesota Vikings il quarterback Matt Cassel e firmando il ricevitore free agent Percy Harvin.
I Bills nominarono Tyrod Taylor loro quarterback titolare per la stagione 2015, che si aprì con una vittoria per 24-17 sugli Indianapolis Colts, cui seguì una sconfitta nella gara successiva, malgrado un tentativo di rimonta nel finale, contro la propria nemesi, New England. Malgrado le buone prestazioni di Taylor, che fu convocato per il suo primo Pro Bowl, l'annata si chiuse con un bilancio di 8-8, non raggiungendo i playoff per il 16º anno consecutivo, che divenne la più lunga striscia negativa attiva negli sport professionistici americani dopo che i Toronto Blue Jays nel 2015 interruppero la loro serie di 22 stagioni.

### 2016
L'inizio della stagione fu segnato dai gravi infortuni delle prime due scelte dei Bills nel Draft 2016, Shaq Lawson e Reggie Ragland, il secondo dei quali saltò l'intera annata. Col quarterback Taylor che ebbe una stagione più travagliata della precedente, il 27 dicembre, prima dell'ultimo turno, Rex Ryan fu licenziato dopo un bilancio di 15-16 in due stagioni. L'annata si chiuse con un bilancio di 7-9 al terzo posto nella division.

### 2017
L'11 gennaio 2017, Sean McDermott fu assunto come nuovo allenatore dei Buffalo Bills. In precedenza aveva ricoperto il ruolo di coordinatore offensivo dei Carolina Panthers per sei stagioni. Il 30 aprile, il giorno dopo il termine del Draft 2017, i Bills licenziarono dopo quattro stagioni il general manager Doug Whaley. Il 31 dicembre 2017, i Bills si assicurarono la prima qualificazione ai playoff in 17 stagioni con una vittoria sui Miami Dolphins e la contemporanea sconfitta dei Baltimore Ravens contro i Cincinnati Bengals. La loro annata si chiuse il 7 gennaio 2018 con la sconfitta contro i Jacksonville Jaguars nel turno delle wild card con un punteggio di 10-3.

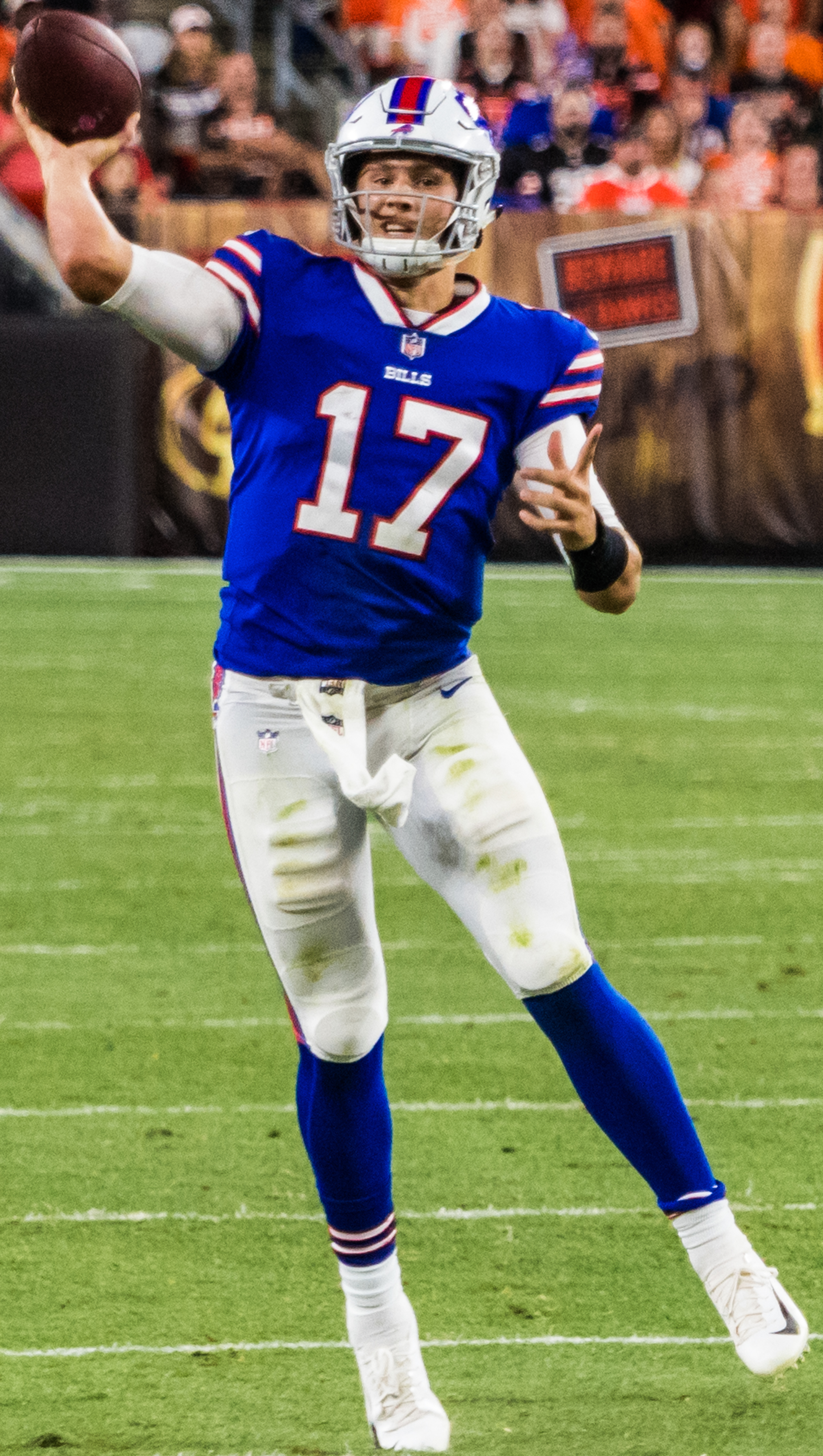
Il quarterback Josh Allen emerse come titolare nel 2018

### 2018
Prima dell'inizio della stagione, i Bills modificarono pesantemente il roster nuovamente, scambiando Tyrod Taylor e il tackle Cordy Glenn. Inoltre il centro Eric Wood annunciò il suo ritiro a causa di problemi fisici e la guardia Richie Incognito fu svincolata dietro sua richiesta. La squadra acquisì l'ex riserva dei Bengals A.J. McCarron e scelse nel draft Josh Allen per giocarsi il ruolo di quarterback titolare. Il 1º maggio, pochi giorni dopo il draft, Russ Brandon si dimise all'improvviso. Fu sostituito come presidente da Kim Pegula.
Nathan Peterman, che era stato il miglior quarterback durante le gare di pre-stagione, fu nominato titolare per la gara di debutto. A metà della stessa però, dopo non avere ottenuto un solo primo down e subito due intercetti, con la squadra in svantaggio per 40-0, fu sostituito in favore di Allen; quella gara si chiuse sul 47–3 per i Baltimore Ravens. Anche se Allen fu nominato titolare dalla settimana 2 in poi, Peterman disputò diverse altre gare per i Bills dopo gli infortuni di Allen ma fu svincolato a metà stagione dopo una serie di prestazioni negative. Matt Barkley firmò come suo sostituto. La squadra chiuse l'annata con un record di 6–10, con un attacco anemico e giocate negative dello special team ma anche con la seconda difesa della lega.

### 2019
I Bills liberarono spazio salariale da giocatori dell'era Whaley che vennero svincolati o scambiati. Prima della stagione numerosi giocatori offensivi come John Brown, Cole Beasley e Andre Roberts, il centro Mitch Morse, i running back Frank Gore e T.J. Yeldon, e altri furono aggiunti come free agent. Nel draft la squadra scelse il defensive tackle Ed Oliver nel primo giro per sostituire Kyle Williams. Il running back LeSean McCoy, che era parte integrante dell'attacco, fu svincolato dopo la pre-stagione a causa delle prestazioni positive dell'halfback rookie Devin Singletary.
I Bills si aggiudicarono la seconda qualificazione ai playoff in tre anni con la vittoria per 17–10 sui Pittsburgh Steelers nella settimana 15, oltre che la prima stagione con almeno 10 vittorie nel XXI secolo. Buffalo arrivò ai playoff con il quinto record della AFC ma perse nel primo turno contro gli Houston Texans 22–19 ai tempi supplementari, malgrado l'essersi trovata in vantaggio per 16-0 nel terzo quarto.

### 2020
Prima dell’inizio della stagione, i Bills scambiarono la loro scelta del primo giro e diverse altre scelte per il ricevitore Stefon Diggs dei Minnesota Vikings.
Buffalo iniziò bene grazie a un attacco di alto livello sui passaggi, con Josh Allen che giocò la stagione della svolte, anche se la difesa regredì rispetto alle ultime due annate. Dopo una vittoria sui Denver Broncos nella settimana 15 i Bills conquistarono il primo titolo di division dal 1995. La stagione si concluse con 13 vittorie, pareggiando il record di franchigia del 1990 e 1991. Inoltre i Bills batterno tutte le avversarie di division per la prima volta nella loro storia.
Con il secondo record della AFC, i Bills ospitarono una gara di playoff per la prima volta dopo 24 anni, affrontando gli Indianapolis Colts e battendoli per 27-24 La settimana successiva sconfissero i Baltimore Ravens 17–3 nel Divisional round, qualificandosi per la finale di conference, dove furono eliminati dai Chiefs per 38–24.

### 2021
Ad agosto Allen firmò un’estensione contrattuale di sei anni e 258 milioni di dollari con i Bills.
Dopo una sconfitta nella settimana 1 contro i Pittsburgh Steelers, i Bills vinsero dominando le successive quattro gare. Dopo una sconfitta in una gara equilibrata con i Tampa Bay Buccaneers, la squadra iniziò un'altra striscia di quattro vittorie consecutive, aggiudicandosi il secondo titolo di division consecutivo. Buffalo concluse anche con la miglior difesa in diverse categorie statistiche.
Con il terzo posto nella AFC e un record di 11–6, i Bills ospitarono New England nel turno delle wild card, vincendo per 47–17, segnando un touchdown in tutti i loro possessi e non calciando alcun punt o perdendo palloni per la prima volta nella storia della NFL. Nel turno successivo tornarono ad affrontare Kansas City dove in una gara molto spettacolare persero per 42–36 ai tempi supplementari. Malgrado un'altra sconfitta nei playoff contro Kansas City, Josh Allen giocò bene, sovrastando l’altro quarterback Patrick Mahomes fino ai due minuti finali e ai tempi supplementari.